# Албрехт VII (Мекленбург)
Вижте пояснителната страница за други личности с името Албрехт VII.
Албрехт VII фон Мекленбург Красивия (на немски: Albrecht VII fon Mecklenburg, „der Schöne“; (* 25 юли 1486; † 7 януари 1547) е от 1503 г. херцог на Мекленбург.

## Произход и управление
Той е третият син на херцог Магнус II от Мекленбург (1441 – 1503) и София Померанска.
След смъртта на баща му († 20 ноември 1503) Албрехт управлява Мекленбург заедно с чичо си Балтазар († 16 март 1507) и братята си Хайнрих V († 6 февруари 1552) и Ерих II († 22 декември 1508). При подялбата от 7 май 1520 г. той получава частичното Херцогство Гюстров (1520 – 1547).

## Фамилия
Албрехт VII се жени на 17 януари 1524 г. за Анна фон Бранденбург (1507 – 1567), дъщеря на курфюрст Йоахим I фон Бранденбург. Двамата имат десет деца:
- Магнус фон Мекленбург (*/† 1524)
- Йохан Албрехт I (1525 – 1576), херцог на Мекленбург-Гюстров, от 1552 на цял Мекленбург
- Улрих (1527 – 1603), херцог на Мекленбург-Гюстров, от 1592 херцог на Мекленбург
- Георг фон Мекленбург (1528 – 1555)
- Анна фон Мекленбург-Гюстров (1533 – 1602) ∞ Готхард Кетлер, херцог на Курланд от 1566
- Лудвиг фон Мекленбург (*/† 1535)
- Йохан фон Мекленбург (*/† 1536)
- Христоф фон Мекленбург (1537 – 1592), администратор на епископство Ратцебург (1554 – 1592)
- София (*/† 1538)
- Карл I (1540 – 1610), администратор на Ратцебург (1592 – 1610), херцог на Мекленбург (1603 – 1610)